# سبت ساحران (بز نر بزرگ)

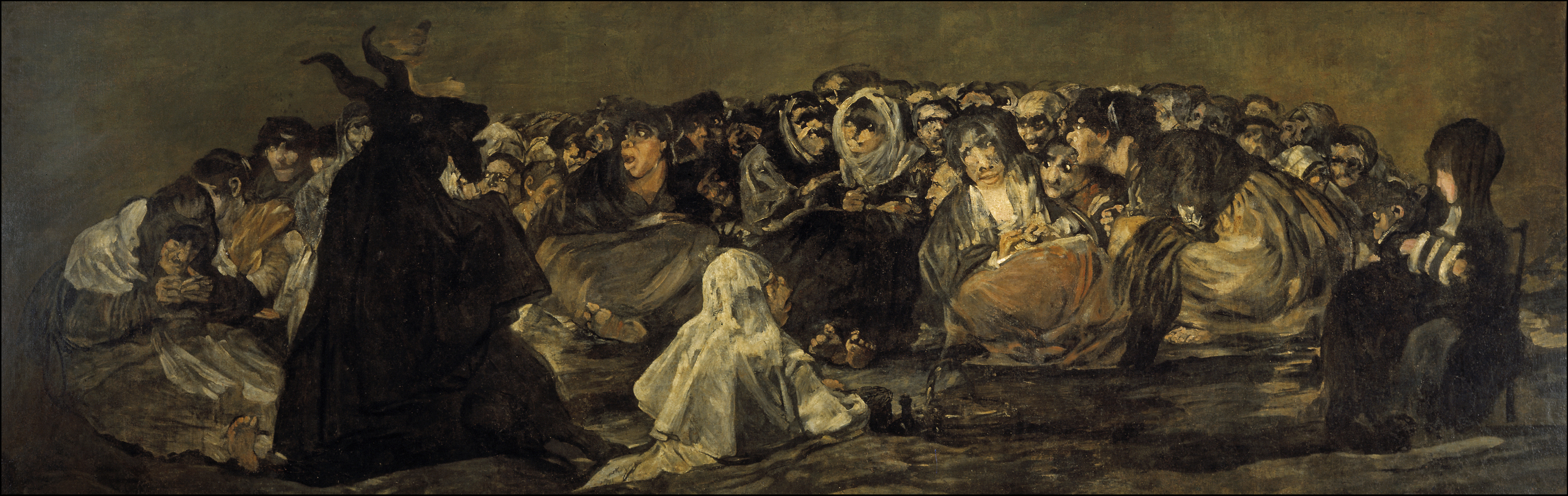
سبت ساحران، ۱۸۲۱–۱۸۲۳. رنگ روغن روی دیوار گچی، منتقل‌شده روی کَنوَس؛ ۱۴۰/۵ در ۴۳۵/۷ سانتیمتر. موزه دل پرادو، مادرید

سبت ساحران یا بُز نَر بزرگ (به اسپانیایی: Aquelarre یا El gran cabrón) یک نقاشی رنگ روغن دیواری است که بین سال‌های ۱۸۲۱ تا ۱۸۲۳ توسط فرانسیسکو گویا خلق شده‌است. این نقاشی واکاوی مفاهیمی هم‌چون خشونت، ارعاب، سالخوردگی و مرگ است.
در این اثر شیطان به‌شکل یک بز عظیم‌الجثه و به‌صورت سیلوئِت نشان داده شده که در محفل تعدادی جادوگر وحشت‌زده حضور دارد. گویا در زمان خلق این اثر حدود ۷۵ سال سن داشت، تنها زندگی می‌کرد و از مشکلات شدید روحی و جسمی رنج می‌برد.
این یکی از ۱۴ اثر گویاست که اواخر زندگی‌اش روی دیوارهای خانه‌اش آفرید و با عنوان نقاشی‌های سیاه شهرت پیدا کرده‌اند. او این نقاشی‌ها را در خفا تکمیل کرد و برای هیچ‌کدام نامی انتخاب نکرد یا توضیحی دربارهٔ منظورش از خلق آن‌ها به‌جا نگذاشت. عده‌ای از مورخان هنر، سبت ساحران را طعنه‌ای به اتفاقات دوران تفتیش عقاید اسپانیایی و برپایی دادگاه‌های محاکمهٔ جادوگران می‌دانند. همانند سایر آثار این مجموعه، سرخوردگی و دلسردی نقاش در سبت ساحران هم نمود دارد و می‌توان از لحاظ موضوع آن را با نقاشی‌های پیشین او مثل خواب رفتن خرَد هیولا می‌آفریند و مجموعهٔ بلایای جنگ مقایسه کرد.
حوالی سال ۱۸۷۴ میلادی و حدود پنجاه سال پس از مرگ گویا، این اثر و دیگر نقاشی‌های «مجموعهٔ سیاه» از روی دیوار برداشته شده و روی بوم منتقل شدند. سبت ساحران قبل از انتقال بسیار بزرگ‌تر و در واقع بزرگ‌ترین نقاشی آن مجموعه بود. در زمان انتقال، حدود ۱۴۰ سانتی‌متر از سمت راست نقاشی بریده شد. با اندازه کاهش یافتهٔ ۱۴۱ × ۴۳۶ سانتی‌متر، کادربندی نقاشی به‌طور غیرمعمولی لب‌به‌لب است که به گفته برخی منتقدان، این موضوع باعث افزایش حس تسخیرشدگی آن شده حال آن‌که برخی دیگر معتقدند کادر شدن اثر به این‌شکل و قرار گرفتن محفل در مرکز توجه، تحریف‌کنندهٔ مفهومی‌ست که گویا در ذهن داشته و تأثیرگذاری نقاشی را کاهش داده‌است.